# Mojżesz Merin
Mojżesz (Mosze, Moniek) Merin (ur. 1905 w Sosnowcu, zm. ok. 1943 w Auschwitz-Birkenau) – przewodniczący Centrali Żydowskich Rad Starszych na Wschodnim Górnym Śląsku (Zentrale der Judischen Altestenrate in Oberschlesien) w czasie okupacji niemieckiej.

## Życiorys
Przed wojną miał w Sosnowcu opinię politycznego lawiranta i hazardzisty. Według relacji świadków o wyborze na stanowisko przewodniczącego CŻRS zadecydowało jego zgłoszenie się na żądanie niemieckiego oficera, który nakazał wystąpienie spośród więźniów przetrzymywanych w piwnicach ratusza przedstawiciela społeczności żydowskiej. Stał się nie tylko przywódcą Judenratu w getcie sosnowieckim, ale odpowiedzialny był za organizację zarządów wszystkich Judenratów w rejencji katowickiej, z wyjątkiem Bytomia, Zabrza i Gliwic oraz w rejencji opolskiej – Zawierciu i Blachowni. Od grudnia 1939 r. pełnił, z nominacji Hansa Dreiera, kierownika referatu do spraw żydowskich katowickiego Gestapo, funkcję leitera (przełożonego nad wszystkimi Żydami zarządzanego obszaru).
Merin prezentował – podobnie jak Chaim Rumkowski w łódzkim getcie – koncepcję, że tylko stanie się użytecznymi gospodarczo dla Niemców daje szansę przetrwania. W początkowym okresie jego koncepcja przetrwania Żydów Zagłębia dzięki pracy na rzecz okupanta i przez zachowanie bezwzględnego posłuszeństwa, przynosiła skutki i cieszyła się ich pewną akceptacją. Gdy jednak prześladowania i deportacje do obozów zagłady nasiliły się, Żydzi zagłębiowscy zaczęli coraz sceptyczniej podchodzić do polityki Merina. Według niektórych relacji na jego polecenie fabrykowano listy od osób deportowanych do Auschwitz-Birkenau, w których miały one pisać o swoim bezpieczeństwie.
Merin odrzucił propozycję współpracy z ŻOB-em złożoną mu przez Mordechaja Anielewicza goszczącego w 1942 r. w Zagłębiu Dąbrowskim.
Wezwany wraz ze swoimi współpracownikami 19 czerwca 1943 r. do siedziby Prezydium Policji w Sosnowcu, został aresztowany wraz z bratem Chaimem i zastępczynią, Fanny Czarną (Fani Czarny z d. Lubelski) (ur. 1911, zm. ok. 1943), a następnie deportowany do obozu zagłady Auschwitz-Birkenau, gdzie został zamordowany.
Był szwagrem Abrahama Gancwajcha, kolaboranta, kierownika Urzędu do Walki z Lichwą i Spekulacją (tzw. Trzynastki) w getcie warszawskim.